# Мальзи
Мальзи́ (фр. Malzy) — коммуна во Франции, находится в регионе Пикардия. Департамент коммуны — Эна. Входит в состав кантона Гиз. Округ коммуны — Вервен.
Код INSEE коммуны — 02455.

## Население
Население коммуны на 2010 год составляло 194 человека.
| 1962 | 1968 | 1975 | 1982 | 1990 | 1999 | 2010 |
| ---- | ---- | ---- | ---- | ---- | ---- | ---- |
| 258  | 244  | 226  | 199  | 195  | 181  | 194  |

## Экономика
В 2010 году среди 127 человек трудоспособного возраста (15—64 лет) 90 были экономически активными, 37 — неактивными (показатель активности — 70,9 %, в 1999 году было 60,7 %). Из 90 активных жителей работали 78 человек (44 мужчины и 34 женщины), безработных было 12 (7 мужчин и 5 женщин). Среди 37 неактивных 9 человек были учениками или студентами, 13 — пенсионерами, 15 были неактивными по другим причинам.